# Нижний Тюляк
Нижний Тюляк — упразднённая деревня в Усть-Ишимском районе Омской области. Входила в состав Кайсинского сельского поселения. Исключена из учётных данных в 2019 году.

## История
Основана в 1889 году. В 1928 года посёлок Капиталинский состоял из 33 хозяйств, основное население — белоруссы. В составе Вятского сельсовета Тевризского района Тарского округа Сибирского края.
Законом Омской области от 3 декабря 2019 года № 2211-ОЗ.

## Население
| 1926 | 2010 |
| ---- | ---- |
| 186  | ↘0   |